# غيلبرت غانونغ
غيلبرت غانونغ هو سياسي كندي، ولد في 22 مايو 1851 في نيو برونزويك في كندا، وتوفي في 31 أكتوبر 1917 في سانت استيفان، نيو برونزويك ‏ في كندا. نشط حزبياً في Liberal-Conservative Party ‏. وقد انتخب عضو مجلس العموم الكندي وانتخب Lieutenant Governor of New Brunswick ‏.